# Riencourt-lès-Cagnicourt
Riencourt-lès-Cagnicourt is een gemeente in het Franse departement Pas-de-Calais (regio Hauts-de-France) en telt 268 inwoners (2004). De plaats maakt deel uit van het arrondissement Arras.

## Geografie
De oppervlakte van Riencourt-lès-Cagnicourt bedraagt 4,7 km², de bevolkingsdichtheid is 57,0 inwoners per km².
De onderstaande kaart toont de ligging van Riencourt-lès-Cagnicourt met de belangrijkste infrastructuur en aangrenzende gemeenten.

## Demografie
Onderstaande figuur toont het verloop van het inwonertal (bron: INSEE-tellingen).